# Javaanse prinia
De Javaanse prinia (Prinia familiaris) is een zangvogel uit de familie Cisticolidae.

## Verspreiding en leefgebied
Deze soort komt voor op de Indonesische eilanden Sumatra en Java.

## Status
De grootte van de populatie is niet gekwantificeerd maar de soort wordt omschreven als vrij algemeen op Sumatra en zeer algemeen op Java. Omdat de vogel veel wordt gevangen voor de kooivogelhandel nemen de aantallen plaatselijk soms snel af. Op de Rode lijst van de IUCN heeft deze soort daarom de status gevoelig.